# Paracentrobia masovica
Paracentrobia masovica är en stekelart som först beskrevs av Maksymilian Nowicki 1940.  Paracentrobia masovica ingår i släktet Paracentrobia och familjen hårstrimsteklar. Arten är reproducerande i Sverige. Inga underarter finns listade i Catalogue of Life.